# John Godina
John Carl Godina (* 31. května 1972, Fort Sill, Oklahoma) je bývalý americký atlet, trojnásobný mistr světa a halový mistr světa ve vrhu koulí.

## Kariéra
V roce 1996 na letních olympijských hrách v Atlantě vybojoval výkonem 20,79 metru stříbrnou medaili. O zlatou olympijskou medaili ho připravil jeho krajan Randy Barnes, který v poslední, šesté sérii hodil 21,62 m. Jeho druhý nejlepší pokus přitom měřil pouze 20,44 m. O čtyři roky později na olympiádě v australském Sydney získal bronz, když jeho nejdelší pokus měřil 21,20 m. Stříbro bral Adam Nelson (21,21 m) a zlato Fin Arsi Harju (21,29 m). Reprezentoval také na olympiádě v Athénách v roce 2004, kde ve finále obsadil 9. místo.
Čtyřikrát v řadě dokázal vybojovat medaili na halovém MS. Nejcennější kov získal v roce 2001 na HMS v Lisabonu, kde zvítězil výkonem dlouhým 20,82 m. Na halovém světovém šampionátu v Maebaši 1999 a v Birminghamu 2003 skončil stříbrný, bronz bral v roce 1997 na HMS v Paříži.
22. května 2005 na mítinku v kalifornském Carsonu poslal kouli do vzdálenosti 22,20 m. Jednalo se o výkon roku, který už nikdo nedokázal vylepšit. Výkony roku předvedl také v roce 1995, 1998 a 1999. Na světovém šampionátu v Helsinkách se mu však nepodařilo projít z kvalifikace.
Věnoval se též hodu diskem. Jeho nejlepším umístěním bylo páté místo na MS v atletice 1997 v Athénách a 4. místo na světovém poháru 1998 v Johannesburgu.
Atletickou kariéru definitivně ukončil v únoru roku 2009.

## Osobní rekordy
- hala - (21,83 m - 26. února 2005, Boston)
- venku - (22,20 m - 22. květen 2005, Carson)
- hod diskem - (69,91 m - 19. květen 1998, Salinas)